# 소니 NEX-6
소니 NEX-6는 2012년 11월 16일 출시된  소니 E마운트 미러리스 렌즈 교환식 카메라이다. 라인업 상. NEX-7의 하위 기종에 해당한다. 그러나 NEX-5R와 마찬가지로 무선 LAN 기능을 탑재하고 플레이 메모리 카메라 앱을 사용할 수 있다. NEX-7이 'Tri-Dial Navi'라는 다이얼 인터페이스를 갖춘데 반해, NEX-6부터는 처음으로 모드 다이얼을 탑재했다. 그 아래에는 컨트롤 다이얼도 장착되어 DSLR에 가까운 조작 감각을 실현했다. NEX-5R과 같이 USB 포트에서 충전이 가능하다.

## 갤러리

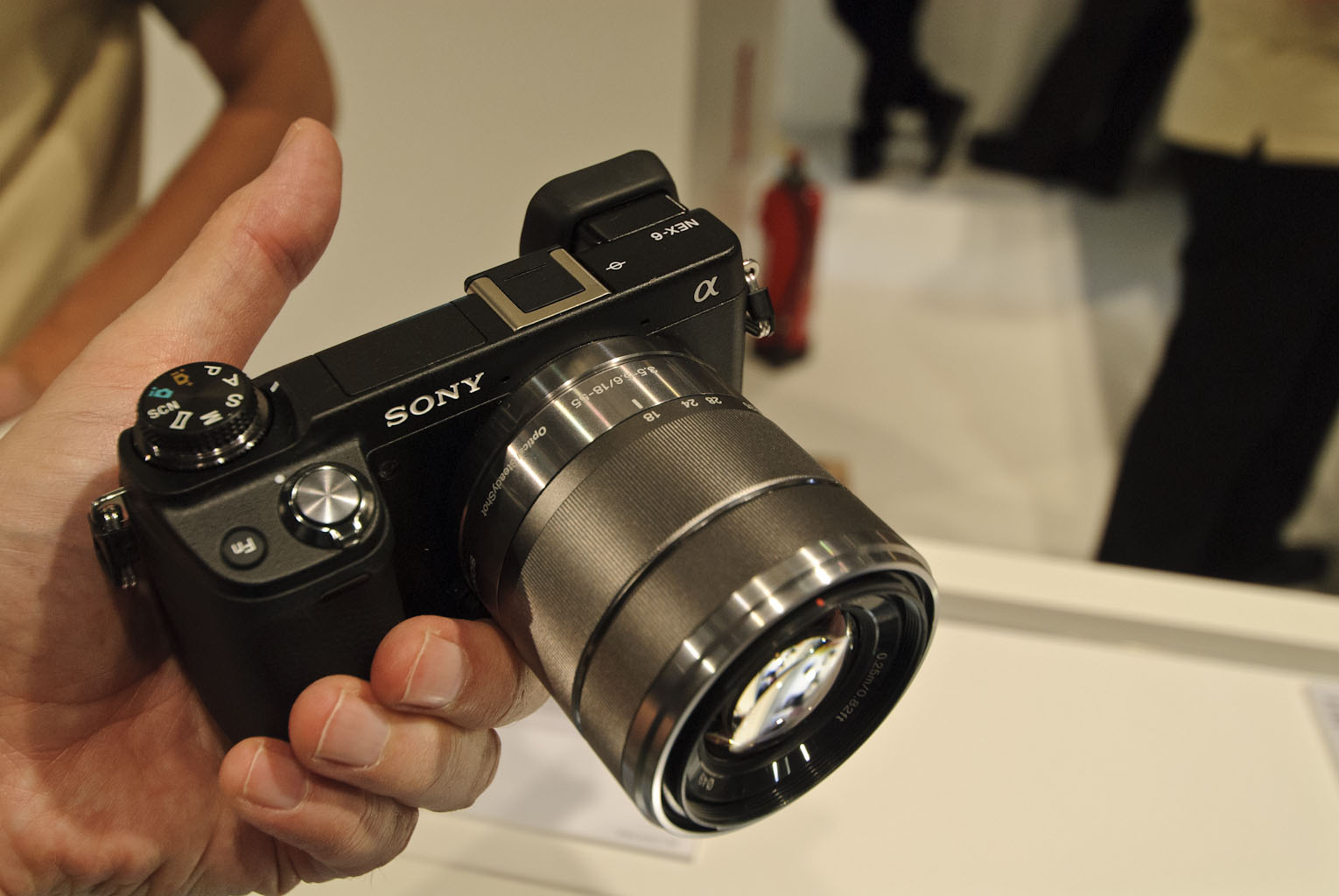
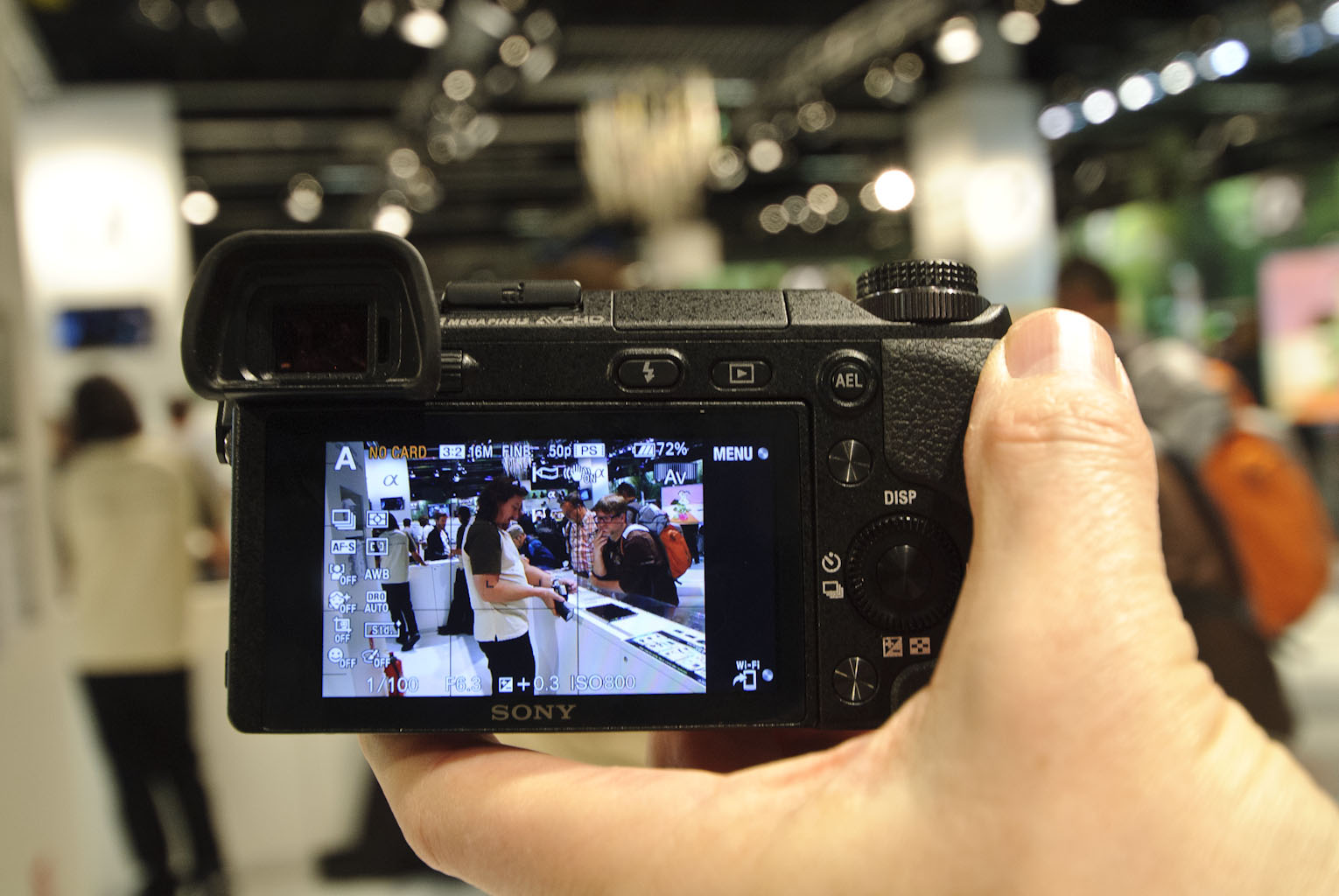
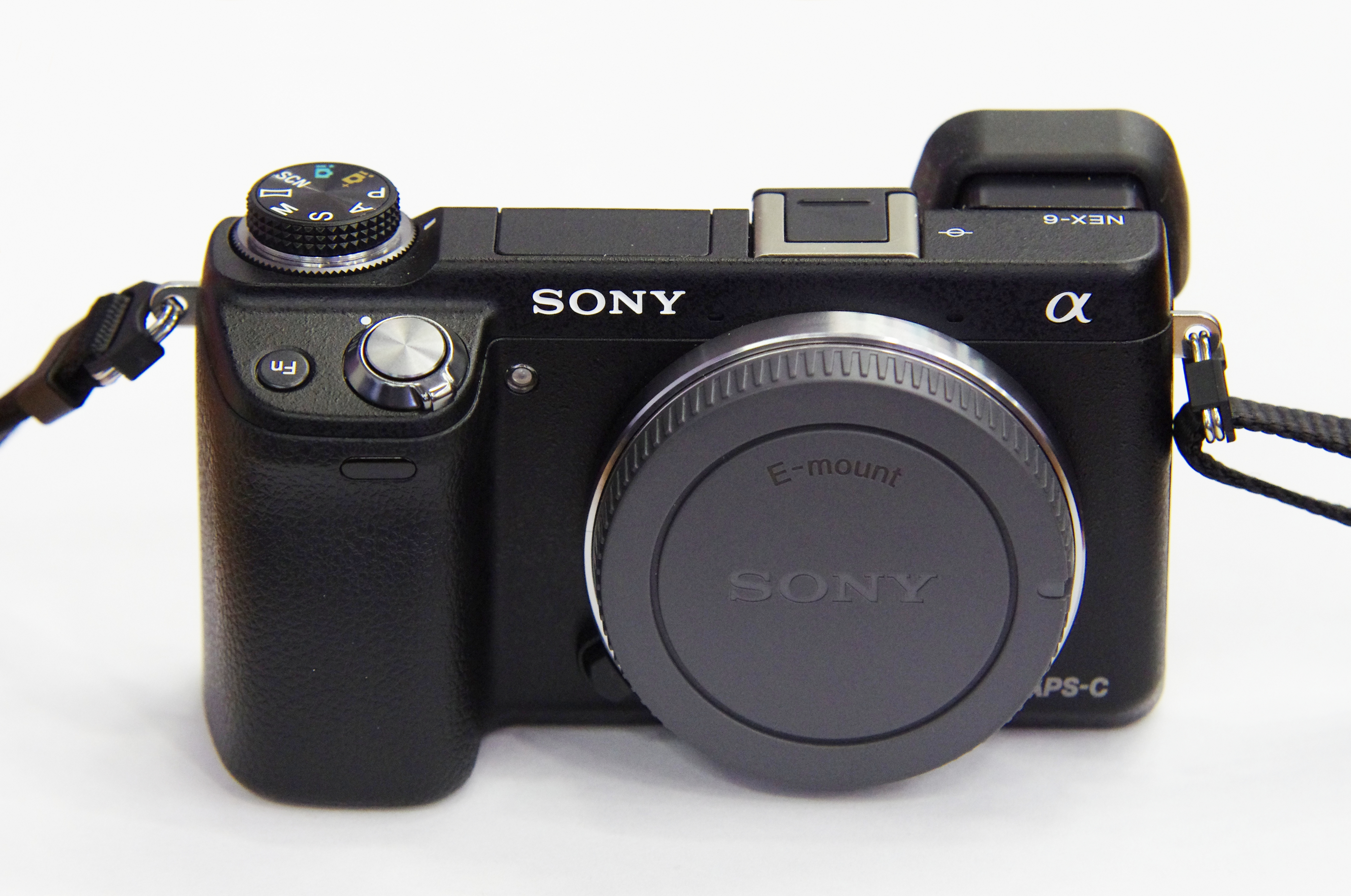
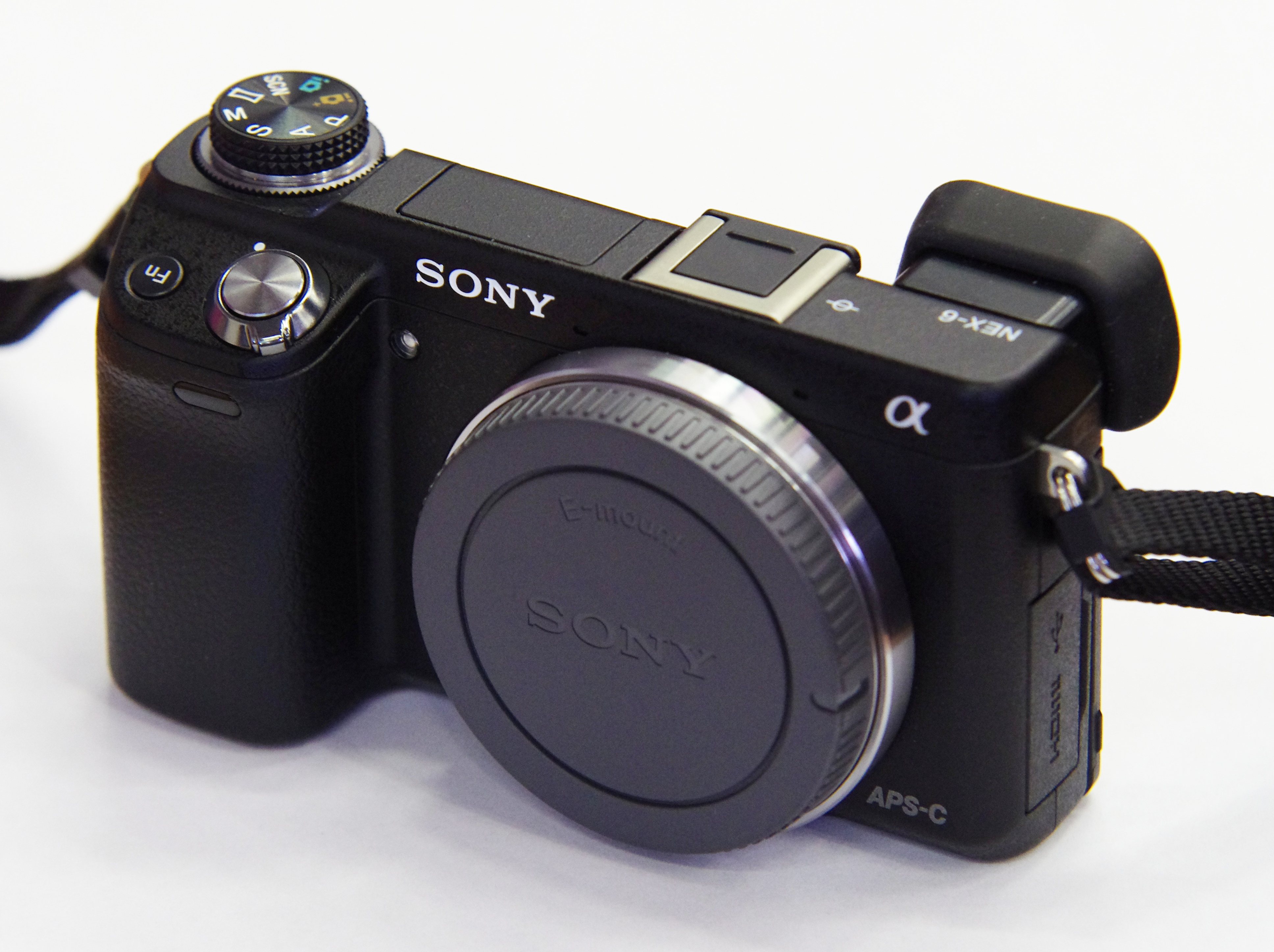
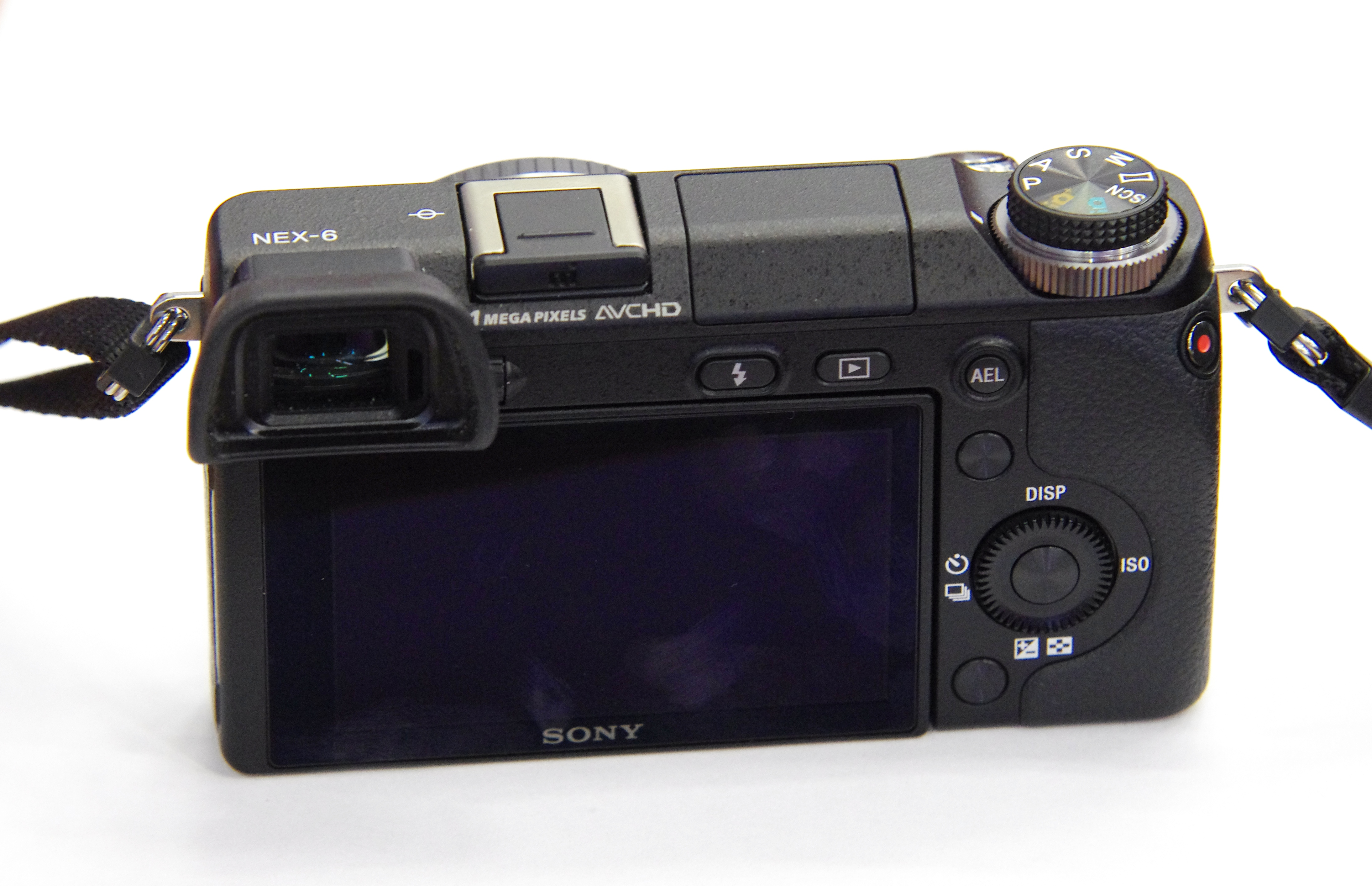